# Підводні човни класу U-107
Підводні човни класу U-107 (англ. U-107-class submarine) — проєкт підводних човнів, які планувалось збудувати для Ц. К. військового флоту Австро-Угорщини наприкінці 1-ї світової війни у кількості 6 одиниць. Перші два човни U-107 та U-108 було закладено фірмою Ganz Danubius у Фіумі.
Човни мали мати водотоннажність 428/620 т при довжині 69 м, ширині 7,0 м. Два дизельні мотори сумарною потужністю 2300 к.с. (1700 кВт) доповнювали два електромотори потужністю 1260 к.с. (940кВт). Керувати човном повинен був екіпаж з 36 моряків. Озброєння човна складалось з п'яти ТА (один кормовий) і 100 мм гармати L35. Підводні човни заклали на корабельні у березні і травні 1918 року. На час завершення війни готовність U-107 становила 35 %, а U-108 30 %, причому для пришвидшення побудови використовували матеріали, призначені для човнів U-109, U-110, які не встигли закласти на стапелі. Корпуси човнів порізали на стапелях на металобрухт у 1919/20 роках.